# Wladimir Andrejewitsch Repnjow
Wladimir Andrejewitsch Repnjow (russisch Владимир Андреевич Репнёв; * 9. Januar 1949 in Moskau) ist ein ehemaliger sowjetisch-russischer Eishockeyspieler und -trainer. Sein Sohn Wladimir Wladimirowitsch Repnjow ist ebenfalls Eishockeyspieler.

## Karriere
Wladimir Repnjow begann seine Karriere bei Spartak Moskau und spielte ab 1968 für Dinamo Kiew. Ab 1972 war er für Krylja Sowetow Moskau aktiv und gewann mit Krylja 
1974 die sowjetische Meisterschaft, 1975 die Vizemeisterschaft, 1974 den sowjetischen Eishockeypokal und 1975 den Europapokal. Insgesamt erzielte er 96 Tore in 330 Spielen in der sowjetischen Liga.
1973 wurde er erstmals für die sowjetische Nationalmannschaft nominiert und stand am 4. November 1973 in einem Spiel gegen Finnland zum ersten Mal für die Sbornaja auf dem Eis. Seine internationale Karriere wurde mit der Goldmedaille bei der Eishockey-Weltmeisterschaft 1974 gekrönt. Für die Nationalmannschaft erzielte er 7 Tore in 29 Länderspielen. Am 21. Dezember 1976 bestritt er sein letztes Länderspiel.
Als Trainer war er 1990/91 bei Ferencvárosi TC in Ungarn tätig, sowie in den 1990er Jahren im Trainerstab von Krylja Sowetow Moskau und der Sportschule des Klubs. Zwischen 2001 und 2003 war er Assistenztrainer der russischen U18-Nationalmannschaft, anschließend Trainer im Nachwuchsbereich des HK Dynamo Moskau, Sernaja Swesda Moskau, Wympel Moskau und seit 2012 bei Sinjaja Ptiza Moskau.

## Erfolge und Auszeichnungen
- 1974 Sowjetischer Meister mit Krylja Sowetow Moskau
- 1974 Sowjetischer Pokalsieger  mit Krylja Sowetow Moskau
- 1974 Goldmedaille bei der Weltmeisterschaft
- 1974 Verdienter Meister des Sports der UdSSR
- 1975 Sowjetischer Vizemeister mit Krylja Sowetow Moskau
- 1975 Europapokal-Gewinn mit Krylja Sowetow Moskau

## Karrierestatistik
(Legende zur Spielerstatistik: Sp oder GP = absolvierte Spiele; T oder G = erzielte Tore; V oder A = erzielte Assists; Pkt oder Pts = erzielte Scorerpunkte; SM oder PIM = erhaltene Strafminuten; +/− = Plus/Minus-Bilanz; PP = erzielte Überzahltore; SH = erzielte Unterzahltore; GW = erzielte Siegtore; 1 Play-downs/Relegation; Kursiv: Statistik nicht vollständig)